# Emma Friis
Pour les articles homonymes, voir Friis.
Emma Cecilie Uhrskov Friis, née le 31 octobre 1999 à Herning, est une handballeuse internationale danoise qui évolue au poste d'ailière gauche. 

## Palmarès

### En club
Compétitions internationales
- Ligue européenne (C3)
  - vainqueur en 2023

Compétitions nationales
- Championnat du Danemark
  - deuxième (1) en 2019
- Coupe du Danemark
  - vainqueur (1) en 2020
  - finaliste (1) en 2017

### En sélection
Championnats d'Europe
- finaliste du Championnat d'Europe 2022

Championnats du monde
- troisième du championnat du monde 2021[2]
- troisième du championnat du monde 2023

autres
- 6e place du championnat du monde junior en 2018
- finaliste du championnat d'Europe junior en 2017[3],[4],[5]
- finaliste du championnat du monde jeunes en 2016

### Distinctions individuelles
- élue meilleure ailière gauche du championnat du monde junior 2018[6]
- élue meilleure ailière gauche du championnat du monde jeunes 2016[7]
- élue meilleure ailière gauche du Championnat d'Europe 2022